# Los Arabos
Los Arabos est une ville et une municipalité de Cuba dans la province de Matanzas.

## Géographie

### Situation
Los Arabos se trouve dans la partie occidentale de l'île de Cuba, en limite est de la province de Matanzas, 
à 206 km est-sud-est de La Havane (par la Carretera Central ; ou 213 km par l'autoroute A1 (en)) ;
et 103 km sud-est de sa capitale de province Matanzas.
La ville est sur la carretera central reliant Matanzas à Santa Clara (101 km sud-est).

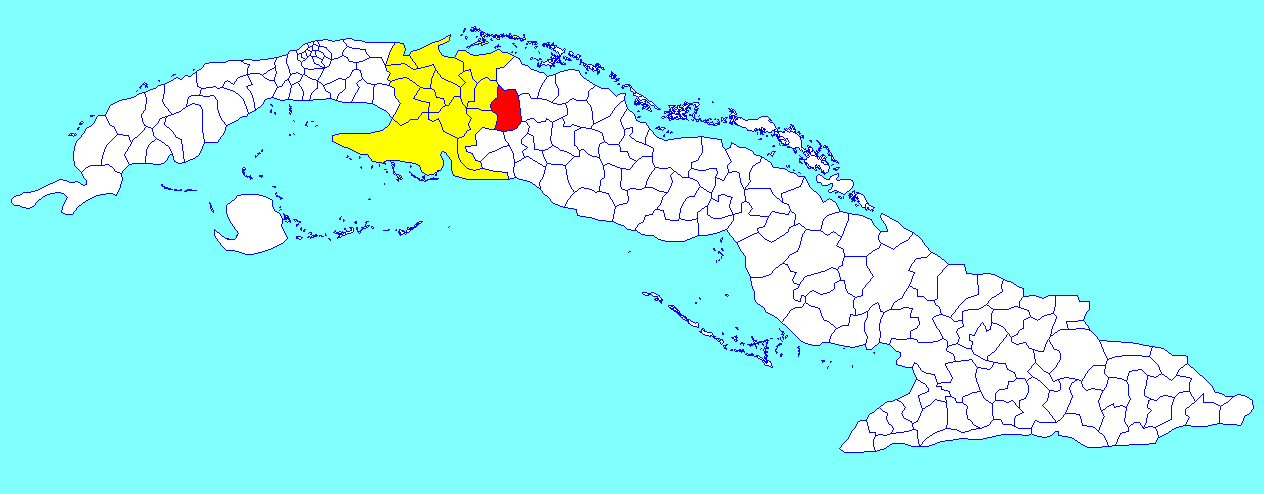
Municipalité de Los Arabos dans la province de Matanzas

### Divisions administratives
Los Arabos a cinq consejos populares :
- Los Arabos
- San Pedro de Mayabón
- Macagua
- Israel Ruiz
- Zorrilla – Cuatro Esquinas

## Population
En 2022 la population de la municipalité est estimée à 23 111 habitants. Pour une surface de 758,4 km2, la densité est de 30,48 habitants/km².

## Personnalités
- Calixto García Martínez, révolutionnaire, né à Los Arabos en 1928